# 스르잔 부야클리야
스르잔 부야클리야(세르비아어: Срђан Вујаклија / Srđan Vujaklija, 1988년 3월 23일 ~ )는 세르비아 국적의 축구 선수로, 포지션은 스트라이커이다. 현재 보스니아 헤르체고비나의 FK 보라츠 바냐루카에서 활약하고 있다.

## 선수 생활
세르비아 노비사드에서 태어난 스르잔 부야클리야는 2005년 FK 베테르니크라는 군소 클럽에서 축구를 시작하였다. 이후 세르비아 몬테네그로의 2부 리그에 있던 FK 노비사드로 이적하였다.
2009-10 시즌 FK 스파르타크 수보티차로 이적하면서, 세르비아 리그 최상위 티어인 세르비아 수페르리가에서 활약할 수 있게 되었다. 2011-12 시즌을 앞두고는 하이두크 쿨라로 이적하였다.
2015년 여름 FK 보라츠 차차크로 이적하였다.
2016년 여름 세르비아 명문 구단 FK 츠르베나 즈베즈다와 2년 계약이라는 구두합의를 맺었고, 2017년 1월 10일 완전 이적하였다. 3월 8일 25라운드 FK 보이보디나와의 경기에 출전하여 츠르베나 즈베즈다에서의 데뷔전을 가졌다. 4월 1일 친정팀 FK 스파르타크 수보티차를 상대로 두 골을 기록하며, 츠르베나 즈베즈다에서의 첫 득점포를 가동시켰다. 이 경기에서 부야클리야는 경기 최고의 수훈 선수로 선정되었다. 7월 7일 부야클리야는 자유 계약 대상자로 방출되었다.
2017년 7월 8일 카자흐스탄 프리미어리그 FC 오르다바시로 이적하였다.
2018년 2월 28일 대한민국 K리그2 광주 FC로 이적하였다.

## 선수 기록
2017년 2월 27일 기준
| 선수 기록   | 선수 기록             | 선수 기록               | 리그 | 리그 | 리그컵 | 리그컵 | FA컵 | FA컵 | 대륙대회 | 대륙대회 | 총합 | 총합 |
| 시즌        | 구단                  | 리그                    | 출장 | 득점 | 출장   | 득점   | 출장 | 득점 | 출장     | 득점     | 출장 | 득점 |
| ----------- | --------------------- | ----------------------- | ---- | ---- | ------ | ------ | ---- | ---- | -------- | -------- | ---- | ---- |
| 2005-06     | FK 노비사드           | 세르비아 1부            | 19   | 2    | –      | –      | –    | –    | –        | –        | 19   | 2    |
| 2006-07     | FK 노비사드           | 세르비아 3부            | 30   | 6    | –      | –      | –    | –    | –        | –        | 30   | 6    |
| 2007-08     | FK 노비사드           | 세르비아 1부            | 22   | 5    | –      | –      | –    | –    | –        | –        | 22   | 5    |
| 2008-09     | FK 노비사드           | 세르비아 1부            | 16   | 0    | –      | –      | –    | –    | –        | –        | 16   | 0    |
| 2009-10     | FK 노비사드           | 세르비아 1부            | 8    | 0    | –      | –      | –    | –    | –        | –        | 8    | 0    |
| 2009-10     | 스파르타크 수보티차   | 수페르리가              | 10   | 0    | –      | –      | –    | –    | –        | –        | 10   | 0    |
| 2010-11     | 스파르타크 수보티차   | 수페르리가              | 14   | 3    | 0      | 0      | 0    | 0    | –        | –        | 14   | 3    |
| 2011-12     | 스파르타크 수보티차   | 수페르리가              | 0    | 0    | 0      | 0      | –    | –    | –        | –        | 0    | 0    |
| 2011-12     | 하이두크 쿨라         | 수페르리가              | 7    | 1    | 1      | 0      | –    | –    | –        | –        | 8    | 1    |
| 2011-12     | 바나트 즈레냐닌(임대) | 세르비아 1부            | 3    | 1    | –      | –      | –    | –    | –        | –        | 3    | 1    |
| 2012        | 알샤바브 알아라비     | 걸프 리그               | ?    | ?    | –      | –      | –    | –    | –        | –        | ?    | ?    |
| 2012-13     | 프롤레테르 노비사드   | 세르비아 1부            | 16   | 8    | –      | –      | –    | –    | –        | –        | 16   | 8    |
| 2013-14     | 프롤레테르 노비사드   | 세르비아 1부            | 26   | 12   | 1      | 0      | –    | –    | –        | –        | 27   | 12   |
| 2014-15     | 프롤레테르 노비사드   | 세르비아 1부            | 25   | 6    | 2      | 0      | –    | –    | –        | –        | 27   | 6    |
| 2015-16     | 보라츠 차차크         | 수페르리가              | 34   | 15   | 5      | 3      | –    | –    | –        | –        | 39   | 18   |
| 2016-17     | 보라츠 차차크         | 수페르리가              | 3    | 0    | 0      | 0      | –    | –    | –        | –        | 3    | 0    |
| 2016-17     | 츠르베나 즈베즈다     | 수페르리가              | 8    | 2    | 2      | 0      | –    | –    | –        | –        | 10   | 2    |
| 2017        | 오르다바시            | 카자흐스탄 프리미어리그 | 7    | 3    | –      | –      | –    | –    | –        | –        | 7    | 3    |
| 2018        | 광주 FC               | K리그2                  | 0    | 0    | 0      | 0      | 0    | 0    | –        | –        | 0    | 0    |
| 커리어 통산 | 커리어 통산           | 커리어 통산             | 248  | 64   | 11     | 3      | 0    | 0    | 0        | 0        | 259  | 67   |